# Hipoteza Fishera
Hipoteza Fishera – wyższa inflacja prowadzi do odpowiednio wyższych nominalnych stóp procentowych. Została sformułowana przez Irvinga Fishera.
W ekonomii hipoteza Fishera (czasami nazywana efektem Fishera) zakłada, że realna stopa procentowa jest niezależna od środków pieniężnych, w szczególności od nominalnej stopy procentowej i oczekiwanej stopy inflacji. Określenie „nominalne oprocentowanie” odnosi się do rzeczywistej (bieżącej) stopy oprocentowania, termin „realna stopa procentowa” odnosi się do kwoty pieniężnej, której siła nabywcza rośnie z upływem czasu. To znaczy, że realna stopa procentowa jest to nominalna stopa procentowa skorygowana o wpływ inflacji na siłę nabywczą dochodów kredytowych.
Związek między nominalną i realną stopą procentową dany jest równaniem Fishera:
{\displaystyle r=R-\pi ^{e}}
Czyli realna stopa procentowa ({\displaystyle r}) jest równa nominalnej stopie procentowej ({\displaystyle R}) pomniejszonej o wielkość oczekiwanej inflacji ({\displaystyle \pi ^{e}}).
Jeśli przyjmiemy, zgodnie z hipotezą Fishera, że realna stopa procentowa jest stała, to nominalna stopa musi się zmieniać, kiedy inflacja wzrasta lub spada. Zatem zgodnie z efektem Fishera twierdzi się, że następuje korekta nominalnej stopy procentowej dokładnie w takim samym stopniu, jak zmienia się inflacja.